# Change Britain
Change Britain è stato un gruppo di pressione nel Regno Unito fondato nel 2016 dai leader della campagna Vote Leave in seguito al referendum del 2016, in cui il 51,9% degli elettori partecipanti ha votato a favore dell'uscita dall'Unione europea.

## Storia
Change Britain è stata fondata come successore della campagna Vote Leave, con il sostegno di molte delle sue figure chiave, tra cui la deputata laburista Gisela Stuart (presidente) e il conservatore Boris Johnson. Il suo obiettivo dichiarato era "fare una campagna per una Brexit che riprenda il controllo delle nostre leggi, confini, denaro e commercio".
Il gruppo ha attirato critiche per aver apparentemente abbandonato l'impegno di Vote Leave di aumentare la spesa per il National Health Service (NHS), ma Gisela Stuart, presidente di entrambe le organizzazioni, ha ribadito questo impegno in un discorso alla Camera dei comuni nel 2017. 
Boris Johnson è stato eletto Primo ministro nel luglio 2019 e in seguito Gisela Stuart è stata nominata alla Camera dei lord nel settembre 2020. Il gruppo si è sciolto con l'uscita del Regno Unito dall'Unione europea, il 31 gennaio 2020.